# Секст Папіній Алленій
Секст Папіній Алленій (лат. Sextus Papinius Allenius; ? — після 40) — державний діяч часів ранньої Римської імперії, консул 36 року.

## Життєпис
Походив з роду Папініїв 
з Патавії (сучасне м. Падуя). Розпочав свою кар'єру у римському війську. Дослужився до посади військового трибуна — у 10-х роках н. е. Служив у провінціях Сирія та Африка. За часи володарювання імператора Тиберія пройшов посади квестора, легата, претора, імператорського легата-пропретора, проте точні дати каденцій невідомі.
У 36 році став ординарним консулом разом з Квінтом Плавцієм. Згідно з Плінієм Старшим Папіній був першим, хто акліматизував сорт яблук «туби» в Італії. Останні згадки про нього датуються 40 роком.